# يعقوب دوري
يعقوب دوري (بالعبرية: יעקב דורי‏) هو أول رئيس أركان للجيش الإسرائيلي. ولد عام 1899 بأوكرانيا وهاجرت عائلة إلى فلسطين أثناء وجودها تحت الحكم العثماني 1905. عام 1939 أصبح قائد فرق الهاجاناه الإسرائيلية وتدرج في المناصب حتى أصبح عام 1948 رئيس اركان جيش الدفاع الاسرئيلى ولمدة عام. توفى عام 1973.

## روابط خارجية
- يعقوب دوري على موقع مونزينجر (الألمانية)